# Kènia Domènech i Àlvarez
Kènia Domènech i Àlvarez (Parets del Vallès, 12 de febrer de 1994) fou la portaveu nacional de les Joventuts d'Esquerra Republicana de Catalunya entre els anys 2020 i 2022. Exerceix des de l'any 2015 com a regidora d'Ara Parets ERC a Parets del Vallès. És tècnica d'interpretació teatral i està cursant el grau d'Educació Social a la Universitat Oberta de Catalunya.
Va començar a militar a les JERC l'any 2011, poc després d'impulsar la secció local de Parets del Vallès, i durant aquest temps ha participat en diversos espais de l'organització. El novembre de 2015 va ser escollida portaveu, primer comarcal i després regional, del Jovent Republicà Vallès Oriental. En el XXVIII Congrés Nacional del Jovent Republicà és escollida Secretària d'Organització del partit. L'any 2014 es vincula a Esquerra Republicana. En el XXIXè Congrés Nacional és escollida nova portaveu nacional, primera dona que ocupa aquest càrrec en la història de l'organització.